# Forrest Gump (romance)
Forrest Gump é um romance cômico-dramático escrito por Winston Groom e publicado em 1986 pela editora Doubleday. O romance teve uma adaptação cinematográfica e uma sequência intitulada Gump & Co.
O livro conta as histórias de Forrest Gump, um homem de QI baixo, com síndrome de Savant, que presencia vários acontecimentos importantes do século XX, entre eles a Guerra do Vietnã. Ele vive aventuras que vão de pesca de camarão á campeonatos de ping-pong, enquanto mantém um amor sincero por sua amiga de infância Jenny.

## Adaptação cinematográfica
O romance foi adaptado para os cinemas em 1994 pela Paramount Pictures. Antes de ser tornar um filme vencedor de Oscar, o romance vendeu cerca de 30.000 cópias. Diferentemente do livro, no filme, Forrest não tem síndrome de Savant e é um personagem ingênuo e inocente. Segundo o autor, o filme "tirou algumas das arestas" de Forrest, a quem ele imaginou ser interpretado por John Goodman.
O filme tirou grande vantagem dos efeitos especiais para que os atores pudessem interagir com personalidades históricas, como John F. Kennedy e John Lennon e descartou diversas carreiras de Forrest, como astronauta na NASA, lutador profissional e dublê de Hollywood, bem como seu tempo com canibais e um macaco chamado Sue.